# Bolitoglossa veracrucis
Bolitoglossa veracrucis é uma espécie de anfíbio caudado pertencente à família Plethodontidae, sub-família Plethodontinae.